# Galatasaray SK (volleyboll, damer)
Galatasaray SK är damvolleybollsektionen av Galatasaray SK  i Istanbul, Turkiet. Sektionen grundades 1922. Laget har blivit turkiska mästare fem gånger. De har dock inte vunnit den nuvarande förstaligan (Sultanlar Ligi) någon gång. Som bäst har de kommit på andra plats i den nuvarande ligan.
Internationellt har de som bäst blivit fyra i CEV Champions League (2012–13 och 2017–18), tvåa i CEV Cup (2011–12, 2015–16 och 2020–21) och trea i CEV Challenge Cup (1996–97 och 2009–10). Laget har vunnit BVA Cup två gånger.